# 北京地下鉄八通線
北京地下鉄八通線（ペキンちかてつはちつうせん、中文表記: 北京地铁八通线、英文表記: Beijing Subway Batong Line）は、中華人民共和国北京市朝陽区、通州区を走る北京地下鉄の地下鉄路線である。ラインカラーは■赤。

## 概要
1号線の東側にある延伸線。四恵駅 - 四恵東駅間は1号線と並走し、複々線区間となっている。かつては運賃体系が異なっており、2021年8月まで1号線との相互直通運転を実施していなかった。四恵駅から八里橋駅までの区間にはすぐ横に都市幹線道路の京通快速路が走っており、322、938系統など多数のバス路線が並行して運行されている。

## 沿革
- 2003年12月27日：四恵駅 - 土橋駅間が開通。
- 2004年
  - 1月22日：ラッシュ時の運転間隔が10分から7分30秒に短縮。
  - 8月9日：朝ラッシュ時の運転間隔が6分に短縮。
- 2005年
  - 4月28日：全列車が4両編成の冷房車に置き換えられる。
  - 9月5日：全線の所要時間を32分から30分30秒に短縮。朝ラッシュ時の運転間隔が5分に短縮。
- 2007年5月21日：朝ラッシュ時の運転間隔が4分に短縮。夕ラッシュ時の運転間隔が6分から5分に短縮。
- 2008年5月25日：6両編成化を開始し、8月までに全列車が6両編成になる。
- 2009年5月21日：終電が37分延長され、四恵駅23時22分発になる。
- 2011年6月28日：朝ラッシュ時に四恵駅 - 果園駅間の区間列車を新設し、運転間隔を3分から2分50秒に短縮。夕ラッシュ時の運転間隔を3分15秒から3分に短縮。
- 2012年7月17日：平日夕ラッシュ時の運転間隔を2分50秒に短縮。土休日朝ラッシュ時の運転間隔を5分から4分30秒に、日中の運転間隔を8分から6分30秒に、夕ラッシュ時の運転間隔を6分から4分30秒に短縮。
- 2013年11月：全駅にホームドアが設置される。
- 2017年4月14日：平日日中の運転間隔を7分30秒から6分20秒に短縮。
- 2019年
  - 11月3日：当初の多段ブレーキ制御固定閉塞システム（北京大成通号製ATPシステム）[1]は廃止され、新たに移動閉塞システム（CASCO製 Urbalis 888）[2]が運用されることになった。[3]
  - 12月28日：土橋駅 - 花荘駅間が開通。
- 2020年3月24日：平日朝ラッシュ時の運転間隔を1分58秒に短縮。ラッシュ時に四恵駅 - 果園駅間の区間列車を増発。平日朝ラッシュ時の花荘駅方面と平日夕ラッシュ時の四恵駅方面に快速を設定。
- 2021年
  - 8月26日：花荘駅 - 環球度假区駅間が開通[4]。
  - 8月29日：地下鉄1号線との相互直通運転を開始。四恵駅 - 四恵東駅間を1号線に編入。平日朝ラッシュ時の運転間隔を1分45秒に、平日夕ラッシュ時の運転間隔を2分20秒に短縮。快速の運転を取りやめ。

## 使用車両
- SFX01型 - 6両編成
- SFX02型 - 6両編成
- SFM07型 - 6両編成
- BDK06型 - 6両編成
- DKZ4G型 - 6両編成
- SFM04型 - 6両編成

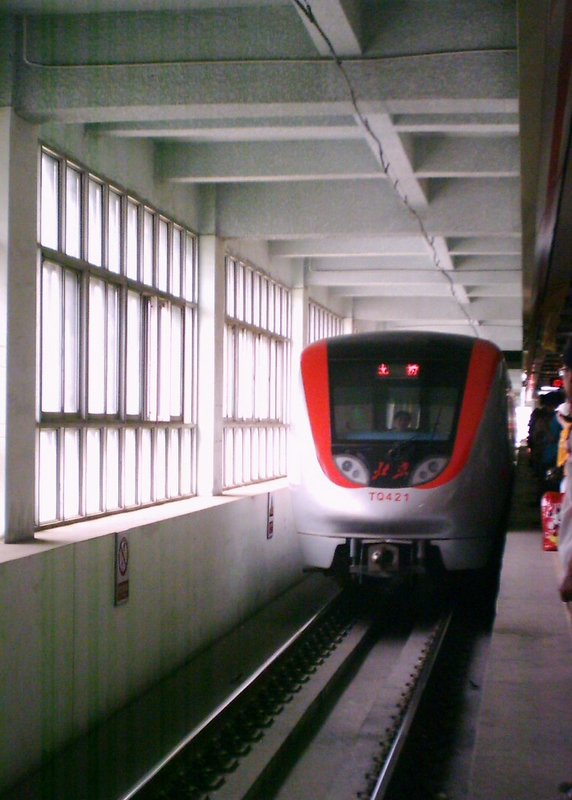
SFX1型
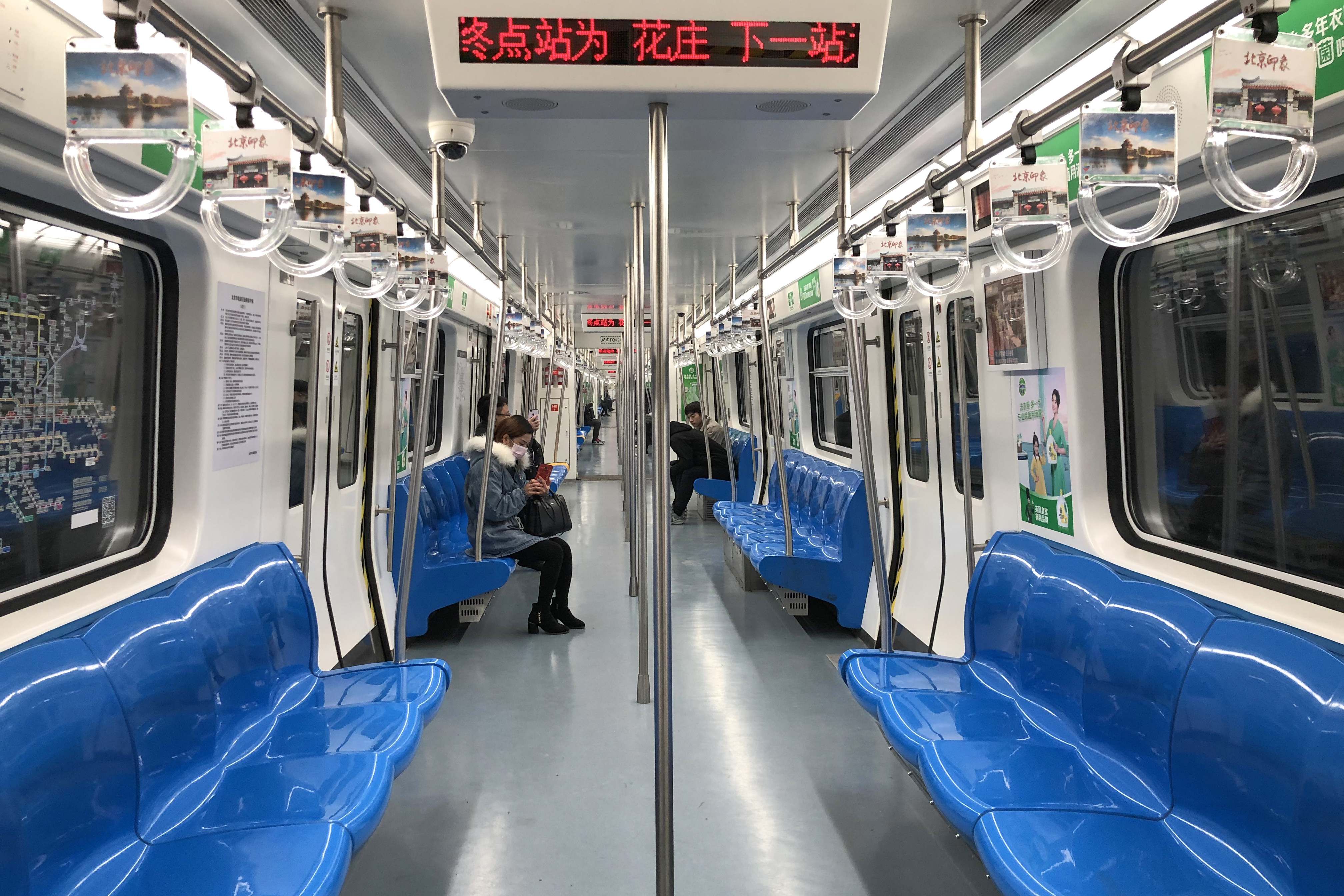
SFX01車内の様子
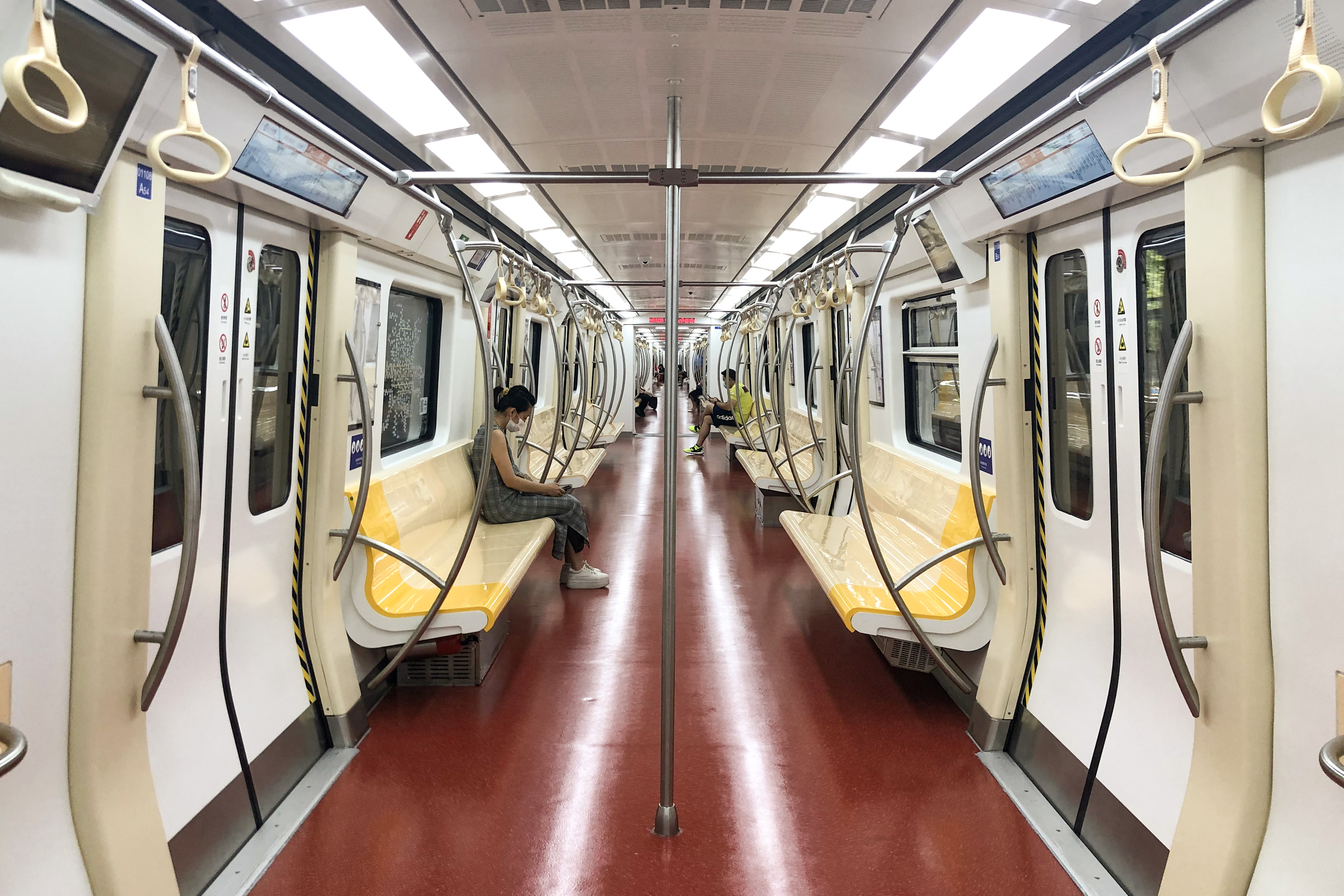
BDK06車内の様子

## 駅一覧
| 駅番号 | 日本語駅名   | 簡体字中国語駅名 | 英語駅名                                      | 駅間 営業 キロ | 累計 営業 キロ | 乗り換え                           | 所在地 | 所在地 |
| ------ | ------------ | ---------------- | --------------------------------------------- | -------------- | -------------- | ---------------------------------- | ------ | ------ |
| BT01   | 四恵駅       | 四惠站           | Sihui                                         | 0.000          | 0.000          |                                    | 北京市 | 朝陽区 |
| BT02   | 四恵東駅     | 四惠东站         | Sihuidong                                     | 1.715          | 1.715          | ■1号線 (125)〈古城駅まで直通運転〉 | 北京市 | 朝陽区 |
| BT03   | 高碑店駅     | 高碑店站         | Gaobeidian                                    | 1.375          | 3.090          |                                    | 北京市 | 朝陽区 |
| BT04   | 伝媒大学駅   | 传媒大学站       | Chuanmei Daxue (Communication Univ. of China) | 2.002          | 5.092          |                                    | 北京市 | 朝陽区 |
| BT05   | 双橋駅       | 双桥站           | Shuangqiao                                    | 1.894          | 6.986          |                                    | 北京市 | 朝陽区 |
| BT06   | 管荘駅       | 管庄站           | Guǎnzhuang                                    | 1.912          | 8.898          | ■平谷線（建設中）                  | 北京市 | 朝陽区 |
| BT07   | 八里橋駅     | 八里桥站         | Baliqiao                                      | 1.763          | 10.661         |                                    | 北京市 | 朝陽区 |
| BT08   | 通州北苑駅   | 通州北苑站       | Tongzhou Beiyuan                              | 1.700          | 12.361         |                                    | 北京市 | 通州区 |
| BT09   | 果園駅       | 果园站           | Guoyuan                                       | 1.465          | 13.826         |                                    | 北京市 | 通州区 |
| BT10   | 九棵樹駅     | 九棵树站         | Jiukeshu                                      | 0.990          | 14.816         |                                    | 北京市 | 通州区 |
| BT11   | 梨園駅       | 梨园站           | Liyuan                                        | 1.225          | 16.041         |                                    | 北京市 | 通州区 |
| BT12   | 臨河里駅     | 临河里站         | Linheli                                       | 1.257          | 17.298         |                                    | 北京市 | 通州区 |
| BT13   | 土橋駅       | 土桥站           | Tuqiao                                        | 0.776          | 18.074         |                                    | 北京市 | 通州区 |
| BT14   | 花荘駅       | 花庄站           | Huazhuang                                     | 2.238          | 20.312         | ■7号線                             | 北京市 | 通州区 |
| BT15   | 環球度假区駅 | 环球度假区站     | Huanqiu Dujiaqu (Universal Resort)            | 1.863          |                | ■7号線                             | 北京市 | 通州区 |